# Нора (кішка)
Нора (нар. 10 лютого 2004 — пом. 5 лютого 2024) — сіра смугаста кішка, що була підібрана на вулицях Камдена, штат Нью-Джерсі. Нора стала популярною після публікації 2007 року відео з її грою на фортепіано, що стало вірусним. Лондонський Times у своїй інтернет-версії характеризує її музику як "щось середнє між Філіпом Гласом і фрі-джазом".

## Життя і музика
Нору взяли до себе кошеням художники та музиканти Бернелл Йоу та Бетсі Олександр із району Фітлер-сквер у центрі Філадельфії, штат Пенсільванія, США. Їй назвали Норою на честь художниці-сюрреалістки Леонори Керрінгтон. Киця почала проявляти цікавість до музики ще віці одного року.
З того часу Нора щодня грала на фортепіано, іноді в дуеті з Бетсі, яка є викладачем музики, або з її студентами. Саме студенти стали ініціаторами запису відеоролика на YouTube з Норою у головній ролі, який було завантажено в січні 2007 року. Це та наступні відео отримали сотні тисяч переглядів (найбільша кількість переглядів окремого відео: 11 млн. станом на 1 травня 2024) та привернув увагу ЗМІ. Його обговорювали в багатьох ток-шоу, газетах та новинних каналах, включаючи Марту Стюарт, CNN, The Daily Show, Public Radio International, The Today Show та The Philadelphia Inquirer. Нора була представлена в синдикованому телевізійному шоу «Дикі про тварин», епізод # 332, у вересні 2010 року.
Нора зацікавила як музикантів, так і науковців, які захоплені її рідкісною поведінкою. Їй подобається грати не лише на камеру, а й коли вона залишається на самоті. Вона любить грати зі студентами твори Баха, і обирає фортепіано Yamaha Disklavier. Крім того, вона тяжіє до діапазону DEF на клавіатурі і включає чорні клавіші у свою гру.
Національний науковий фонд включив відео з Норою у загальне відео про поведінку тварин, яке було показано в музеях восени 2007 року. У лондонському журналі «Піаніст» була опублікована про неї стаття. Відео її гри було використано на Національній конференції клавішної педагогіки 2007 року. Дін Сантомері, музикант-авангардист із Сан-Франциско, використав цикл гри Нори в імпровізованому груповому виконанні в липні 2007 року (відео доступне в YouTube). Бетсі Олександр написала композицію під назвою Fur Release: A Prelude for Paws and Hands, з використанням музики Нори. Компанія Laurel Canyon Animal Company випустила компакт-диск з однією піснею, що включає гру Нори.